# Yves Sassier
 (janvier 2022).
Si vous disposez d'ouvrages ou d'articles de référence ou si vous connaissez des sites web de qualité traitant du thème abordé ici, merci de compléter l'article en donnant les références utiles à sa vérifiabilité et en les liant à la section « Notes et références ».
Yves Sassier est un historien français du droit né le 19 mai 1946.

## Biographie
Docteur d'État en histoire du droit (1978) et en droit romain (1983), il est agrégé d'histoire du droit.
Il a été professeur à l'Université de Rouen et Doyen de la Faculté de droit. En 2000, il a succédé à Olivier Guillot à la chaire d'histoire des institutions de Paris IV Paris-Sorbonne. Il est depuis 2017 professeur émérite de cette dernière université,. Il est également enseignant d'histoire médiévale à l'ICES et membre du centre de recherche de cette université.

## Publications
- Recherches sur le pouvoir comtal en Auxerrois du Xe au début du XIIIe siècle (Cahiers d'archéologie et d'histoire), 1980, ASIN: B0000EA0GG
- Hugues Capet : Naissance d'une dynastie, 1986,  (ISBN 2-213-01919-3), prix du Baron-de-Courcel de l’Académie française en 1988
- Louis VII, Fayard, 1991,  (ISBN 2-213-02786-2)
- Royauté et idéologie au Moyen Âge, Armand Colin, 2002,  (ISBN 2-200-01656-5)
- Pouvoirs et institutions dans la France médiévale. Tome 1, Des origines à l'époque féodale, Armand Colin, avril 2003,  (ISBN 2-200-26500-X) avec Olivier Guillot
- Les Parlements et la vie de la cité (XVIe – XVIIIe siècle), P.U. Rouen, juin 2004  (ISBN 2-87775-362-X) (dir. avec Olivier Chaline)
- Histoire des institutions avant 1789, Montchrestien, 2004,  (ISBN 2-7076-1309-6) (avec F. Saint-Bonnet, 2e éd. 2006)
- Structures du pouvoir, royauté et res publica (France, IXe-XIIe s.), Presses univ. de Rouen, 2004.
- Robert le Pieux : L'enracinement dynastique, Fayard, 2024.Prix Histoire 2025 de la Fondation Maison de Bourbon (Fondation de France)